# Palazzo Capuano (Portici)

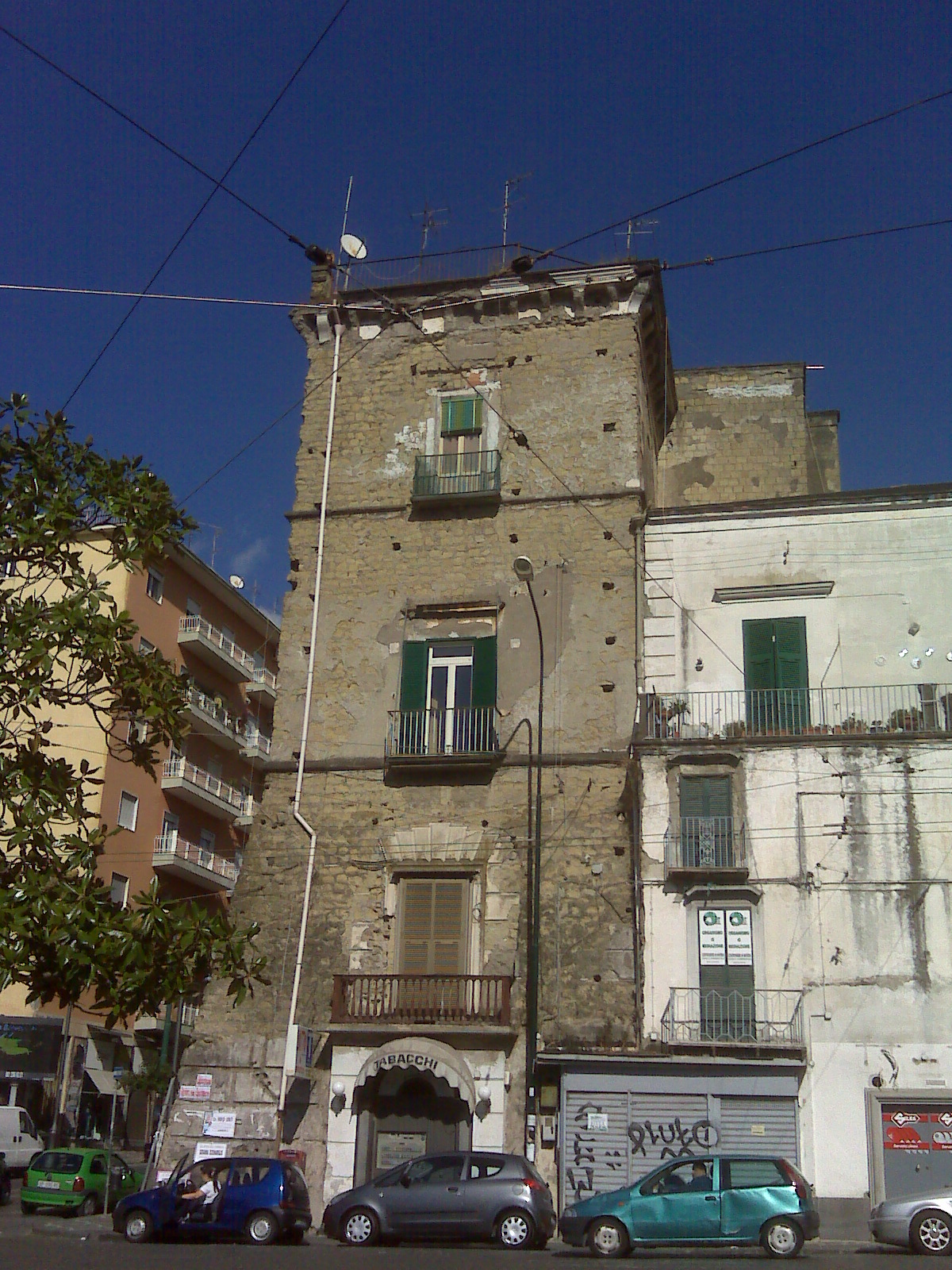
Palazzo Capuano in Portici

Der Palazzo Capuano ist ein Palast aus dem 11. Jahrhundert in Portici in der italienischen Region Kampanien. Er liegt an der Piazza San Ciro, 17 und ist das älteste, heute noch erhaltene Gebäude der Stadt.

## Geschichte
Den Palast ließ der Adlige Gualtiero Galeota aus Neapel im Jahre 1025 errichten, ursprünglich als herzoglichen Palast, also als Sitz der Feudalmacht der Gegend.
Das heutige Gebäude ist das Resultat einer Überlagerung von Elementen unterschiedlicher Epochen. Der älteste Teil besteht aus dem Turm, der ursprünglich getrennt vom Rest des Gebäudes stand und woran sich ein im 16. Jahrhundert errichteter Baukörper anschließt. Ein großer Teil der ursprünglichen Gebäudestruktur ging bei der Öffnung der anschließenden Via Libertà im Jahre 1948 verloren. Um Platz für die neue Hauptverkehrsstraße zu schaffen, wurde ein guter Teil des Renaissancebaukörpers abgerissen, womit auch eine glänzende Galerie, verziert mit Fresken von Belisario Corenzio, dem Verlust anheimfiel.
Der Palast wurde von zahlreichen Familien des neapolitanischen Adels bewohnt, darunter die Prinzen Colonna di Stigliano, die Adelsfamilie Mari aus Genua, die Del Giornos und schließlich die Capuanos bis zum 16. Jahrhundert. Danach wohnten die Familien Mercurio und Materi dort. Anschließend wurde der Palast von der Gemeinde übernommen und diente bis zum Ende des 19. Jahrhunderts als Sitz der Gemeindeverwaltung. Die Verlegung dieser Büros in andere Gebäude leitete einen fortschreitenden Verfall des Palastes ein.
Außer den verschiedenen Adelsfamilien, die im Palazzo Capuano aufeinander folgten, waren dort im Laufe der Jahrhunderte auch zahlreiche Personen von historischer Bedeutung zu Gast, so wie die Königinnen von Neapel Johanna I. und Johanna II. von Anjou-Durazzo, Bernardo Tanucci, bevollmächtigter Minister der Könige Karl III. von Spanien und Ferdinand II. beider Sizilien, Prinz Skanderbeg, die Herzogin Anna Carafa della Stadera (die dort geboren wurde und dort starb), Gattin des Vizekönigs von Neapel Ramiro Núñez de Guzmán und Mutter des Lehensherrn Baron Nicola Maria de Guzmàn Carafa.

## Beschreibung
Wie bereits erwähnt, sind im heute zu sehenden Gebäude nur wenige Spuren des ursprünglichen Bauwerks erhalten. Der Renaissancebaukörper zeigt sich in zwei Ebenen geteilt und mit durch gerade Tympana begrenzten Fenstern, mit Ausnahme dessen in der Achse des Eingangstors, das ein dreieckiges Tympanon besitzt. Dieses Eingangstor hatte ursprünglich ein Adelswappen, das aber verlorenging, und vermittelte den Zugang zu einem bemerkenswerten Empfangssalon mit Rechteckgewölbe. Der ursprüngliche Bau, der recht umfangreich war, reichte vom Vico Casaconte auf der einen Seite bis zum Largo Croce al Mercato auf der anderen Seite. Anschließend an diesen Bau gab es einen weitläufigen Garten mit zahlreichen Brunnen und Wasserspielen, die ihren Ursprung wahrscheinlich im Fluss Dragone hatten, der heute unter der Oberfläche der Stadt verschwunden ist.